# Псарево (Архангельська область)
Псарево (рос. Псарево) — присілок в Приморському районі Архангельської області Російської Федерації.
Населення становить 7 осіб. Входить до складу муніципального утворення Боброво-Лявленське поселення.

## Історія
Від 2004 року входить до складу муніципального утворення Боброво-Лявленське поселення.

## Населення
| 2002 | 2010 | 2012 |
| ---- | ---- | ---- |
| 4    | ↗5   | ↗7   |